# Jeskyně na Slovensku
Krasová území na Slovensku zabírají významnou část jeho území – přes 2700 km2. Nacházejí se ve většině významných slovenských pohoří a na mnoha dalších místech:
- Západní Tatry, Vysoké Tatry a Belianské Tatry
- Nízké Tatry (Demänovský kras, Ďumbierský kras aj.)
- Strážovské vrchy
- Velká Fatra, Malá Fatra, Chočské vrchy
- Spišsko-gemerský kras (Muráňská planina, Slovenský ráj)
- Slovenský kras
- Malé Karpaty

Na Slovensku je známo více než 5350 jeskyní, nejvíc registrovaných jeskyní se nachází ve Slovenském krasu, Nízkých Tatrách a Spišsko-gemerském krasu (Slovenský ráj, Muráňská planina), Velké Fatře, Západních, Vysokých a Belianských Tatrách.

## Veřejnosti zpřístupněné jeskyně
Na Slovensku se nachází 12 veřejnosti zpřístupněných jeskyní Slovenskou správou jeskyní:
- Belianská jeskyně v Belianských Tatrách
- Bystrianská jeskyně v Nízkých Tatrách
- Demänovská jeskyně svobody v Nízkých Tatrách
- Demänovská ledová jeskyně v Nízkých Tatrách
- Dobšinská ledová jeskyně ve Slovenském ráji
- Jeskyně Domica ve Slovenském krasu
- Jeskyně Driny v Malých Karpatech
- Gombasecká jeskyně ve Slovenském krasu
- Harmanecká jeskyně ve Velké Fatře
- Jasovská jeskyně ve Slovenském krasu
- Ochtinská aragonitová jeskyně ve Slovenském krasu
- Važecká jeskyně v Nízkých Tatrách

Dále se na Slovensku nachází i další jeskyně turisticky zpřístupněné jinými subjekty:
- Krásnohorská jeskyně ve Slovenském krasu
- Jeskyně mrtvých netopýrů v Nízkých Tatrách
- Zlá díra u Prešova
- Bojnická hradní jeskyně na Bojnickém zámku (součást prohlídky)

## Seznam světového kulturního a přírodního dědictví UNESCO
Jeskyně Slovenského a Aggteleckého krasu na slovensko-maďarském pomezí byly zapsané do seznamu světového kulturního a přírodního dědictví UNESCO. Na slovenské straně se jedná o jeskyně:
- Dobšinská ledová jeskyně
- Jeskyně Domica
- Gombasecká jeskyně
- Jasovská jeskyně
- Krásnohorská jeskyně
- Ochtinská aragonitová jeskyně

## Nej slovenských jeskyní

### Nejdelší jeskyně
| Pořadí | Název                         | Poloha         | Délka    |
| ------ | ----------------------------- | -------------- | -------- |
| 1      | Demänovský jeskynní systém    | Nízké Tatry    | 41 681 m |
| 2      | Jeskyně měsíčního stínu       | Vysoké Tatry   | 31 840 m |
| 3      | Stratenská jeskyně – Psí díry | Slovenský ráj  | 23 809 m |
| 4      | Jeskyně mrtvých netopýrů      | Nízké Tatry    | 21 113 m |
| 5      | Jeskyně Štefanová             | Nízké Tatry    | 17 981 m |
| 6      | Jeskyně Javorinka             | Vysoké Tatry   | 11 936 m |
| 7      | Jeskyně Zlomísk               | Nízké Tatry    | 11 255 m |
| 8      | Skalistý potok                | Slovenský kras | 8 215 m  |
| 9      | Domica – Čertova díra         | Slovenský kras | 8 127 m  |
| 10     | Systém Hipmanových jeskyní    | Nízké Tatry    | 7 650 m  |

### Nejhlubší jeskyně
| Pořadí | Název                           | Poloha          | Hloubka / převýšení |
| ------ | ------------------------------- | --------------- | ------------------- |
| 1      | Systém Hipmanových jeskyní      | Nízké Tatry     | 499 m               |
| 2      | Jeskyně Javorinka               | Vysoké Tatry    | 480 m               |
| 3      | Jeskyně měsíčního stínu         | Vysoké Tatry    | 451 m               |
| 4      | Skalistý potok                  | Slovenský kras  | 376 m               |
| 5      | Jeskyně mrtvých netopýrů        | Nízke Tatry     | 324 m               |
| 6      | Javorová propast                | Nízké Tatry     | 313 m               |
| 7      | Jeskyně v Záskočí – Na Predných | Nízké Tatry     | 284 m               |
| 8      | Černohorský jeskynní systém     | Vysoké Tatry    | 232 m               |
| 9      | Kuní propast                    | Slovenský kras  | 203 m               |
| 10     | Tristarská propast              | Belianské Tatry | 201 m               |
| 11     | Demänovský jeskynní systém      | Nízké Tatry     | 196 m               |

## Zajímavosti slovenských jeskyní
- největší podzemní prostor je Pohádkový dóm v Stratenské jeskyni s délkou 192 m, šířkou 46 m, průměrnou výškou 11 m, plochou 9 040 m2 a objemem 79 017 m3. Druhým největším je Bystrický dóm (objem 52 000 m3, výška 40 m) v Jeskyni mrtvých netopýrů v Ďumbierském krase.
- největší stalagmit vysoký 32,6 m je v Krásnohorské jeskyni (jeden z nejvyšších na světě).
- jeskyně Domica patří mezi nejvýznamnější lokality výskytu sintrových štítů a bubnů na světě.
- Gombasecká jeskyně je výjimečná výskytem tenkých a křehkých trubicovitých sintrových brček
- největší náteky bílého měkkého sintru jsou v Harmanecké jeskyni.
- největší objem ledu je v Dobšinské ledové jeskyni (přes 110 100 m3), která patří mezi nejvýznamnější ledové jeskyně na světe.
- další významné ledové jeskyně jsou Demänovská ledová jeskyně, Velká ledová propast na Ohništi v Nízkých Tatrách, Ledová propast v Červených vrších, dále Silická lednice (vchod pouze ve výšce 503 m n. m.) na Silické planině v Slovenském krasu.
- první zpřístupněnou jeskyní byla Plavecká jeskyně v Malých Karpatech někdy v letech 1802 – 1809. Jasovskou jaskyni zpřístupnili v roce 1846, Dobšinskou ledovou jeskyni zpřístupnili v roce 1871, Belianskou jaskyni v roce 1881 a Demänovskou ledovou jeskyni začali zpřístupňovat v 80. letech 19. století.
- Dobšinská ledová jeskyně patří mezi první elektricky osvětlené jeskyně na světě, osvětlení Bunsenovými hořáky bylo zavedené v roku 1882, řádné elektrické osvětlení roku 1887.
- největší roční návštěvnost ze zpřístupněných jeskyní má Demänovská jaskyně svobody (v posledních letech 155 tisíc až 175 tisíc osob). Mezi nejvíce navštěvované jeskyně dále patří Belianská jeskyně, Dobšinská ledová jeskyně a Demänovská ledová jeskyně.
- jediná zpřístupněná jeskyně s podzemní plavbou pro návštěvníky je jeskyně Domica
- jeskyní Domica prochází státní hranice s Maďarskem, na maďarské straně se pak jeskyně nazývá Baradla